# Усадьба Е. А. Волконской — Н. И. Прокофьева
Усадьба Е. А. Волконской — Н. И. Прокофьева — объект культурного наследия федерального значения. Главный дом — историческое здание, построенное в XVIII—XIX веках. Расположено в Москве, 4-й Сыромятнический переулок, дом 1, строение 1.

## История
Усадьба с садом существовала с конца XVIII века. В 1790 году участок перешёл к Е. А. Волконской от её брата В. Мельгунова. Затем усадьбой владел В. Монин. В 1809 году хозяином усадьбы был Н. И. Прокофьев, и уже существовали нынешнее здание вместе с П-образным служебным корпусом, оформлявшие парадный двор. Позднее усадьбой владел купец из Ревеля Ф. И. Даниельсон, в 1829 году организовавший пивоваренный завод на территории усадьбы (в бывшем служебном корпусе усадьбы и во вновь построенных корпусах). При нём в 1822 году крылья дома надстроены, а по центру дома с садового фасада возведена полукруглая терраса с видом на Яузу. Ранее 1835 года дом был переоформлен, садовый фасад стал основным. С начала XX века дом принадлежал княгине А. И. Голицыной, которая жила в нём на втором этаже и сдавала часть дома в аренду. В 1909 году в доме было размещено городское училище, под него была произведена перепланировка, в частности, устроены новые лестницы.
После Октябрьской революции дом поделен на жилые квартиры, позднее в нём разместились конторы. Усадебный сад был застроен. В 2008—2009 годах здание отреставрировано, сейчас в нём находятся офисы.

## Архитектура
Сохранившийся фасадный декор относится к стилю ампир, фасады рустованы, украшены медальонами. На фронтонах сохранился вензель Даниельсона. Среди исторических интерьеров остаются своды, изразцовые печи, чугунные лестницы.